# Così scura la notte
Così scura la notte (So Dark the Night) o, in alcune fonti bibliografiche, Così scura è la notte, è un film giallo-noir del 1946 diretto da Joseph H. Lewis.

## Trama
Il detective parigino Henri Cassin, considerato da tutti e anche dai suoi superiori il miglior investigatore di tutta la Francia, si concede dopo tanto lavoro una vacanza in campagna a St. Margot, non lontano da Parigi. Qui conosce la figlia del locandiere, la graziosissima e semplice Nanette, e si innamora di lei, ricambiato (con la complicità anche della madre della ragazza, che intravede la possibilità di un buon matrimonio). Nanette ha però un fidanzato, Leon, che lei considera soltanto un amico d'infanzia o poco più ma che invece è follemente innamorato di lei e molto geloso.
Approfittando di una momentanea assenza di Leon, Henri e Nanette si fidanzano. Ma la sera della festa di fidanzamento giunge sul più bello Leon, fa una scenata a Nanette e si allontana minaccioso. Nanette lo insegue, per spiegarsi e riportarlo alla ragione, ma non torna più a casa. Passano alcuni giorni, l'idea di una fuga d'amore degli ex fidanzati appare sempre più inverosimile, e infatti Nanette viene trovata morta (strangolata) in un canale, non lontano dalla fattoria di Leon. Henri, sebbene affranto, inizia da buon detective a indagare, e naturalmente i suoi sospetti e anche numerosi indizi sembrano condurre al geloso e irrequieto Leon. Se non che anche Leon viene trovato morto, strangolato pure lui, e poco dopo tocca la stessa sorte alla madre di Nanette.
Perfino un detective infallibile come Henri brancola nel buio, poiché non ci sono né indiziati né moventi, e l'assassino o assassina ha pure mandato dei biglietti di avvertimento all'ultima delle sue vittime. A Henri non resta che tornare mestamente a Parigi, dove riferisce l'accaduto al capo della polizia e per fornirgli quanti più dettagli è possibile fa preparare dal più bravo dei disegnatori un ritratto dell'assassino sulla base di una serie di elementi e indizi (l'altezza, la forza fisica, l'impronta di una scarpa). Con grande stupore di tutti, l'identikit dell'assassino corrisponde esattamente allo stesso Henri.
A questo punto l'ottimo investigatore, da ottimo investigatore qual è, si rende conto – ripensando a una serie di dettagli – di essere proprio lui il pluriassassino. Chiede allora (poiché il capo della polizia non ci crede) di essere tenuto sotto stretta sorveglianza, si fa visitare da uno psichiatra (che rileva in lui un caso di schizofrenia e di sdoppiamento inconsapevole), ma fugge dopo aver ucciso una guardia e torna a St. Margot per cercar di strangolare anche il padre di Nanette. Questi però riesce a difendersi finché non sopraggiungono i gendarmi, messi in allarme dalla fuga di Henri, e sparano al detective uccidendolo. Prima di morire, Henri torna per un attimo in sé e comprende che non c'era altro modo, se non la propria morte, per liberarsi della sua seconda, diabolica personalità.

## Il film
Insolito giallo-noir con sfumature horror che rimandano a Lo strano caso del dottor Jekyll e del signor Hyde di Stevenson, Così scura la notte è un piccolo e poco conosciuto capolavoro del cinema di serie B, abbastanza originale per la sua epoca, che patisce tuttavia, come scriveva Leonard Maltin, lo scarso carisma di buona parte del cast e soprattutto del suo protagonista, l'ungherese americanizzato Steven Geray, scelto probabilmente [spoiler] perché nessun attore di serie A avrebbe accettato il ruolo di un prestigioso investigatore che si rivela (sia pure senza rendersene conto) uno spietato assassino, capace di uccidere perfino la ragazza che ama e che teneramente lo ricambia.
L'idea del film venne al regista – reduce dal successo di pubblico e di critica di Mi chiamo Giulia Ross, dell'anno precedente – leggendo un articolo sul Reader's Digest a proposito di un famoso detective che durante un'indagine si rende conto, a poco a poco, che tutti gli indizi puntano su di lui. Il film fu girato con scarsi mezzi, ed è ambientato per buona parte in un villaggio francese; poiché però non c'erano negli studi hollywoodiani villaggi francesi "pronti", furono sfruttate – con qualche ritocco e l'aggiunta di qualche facciata – le scenografie di un film di guerra dove c'era una città mezza rasa al suolo da un bombardamento dai cui resti emergeva intatto un campanile. Nel cast diseguale e senza grandi nomi spicca comunque, per la sua freschezza non priva di malizia, la francese Micheline Cheirel, che si concede anche una canzone nella sua lingua madre.
La trama, vagamente freudiana, è stravagante e poco credibile, ma lo stile elegante di Lewis risulta, come scriveva Dennis Schwartz, «ipnotizzante» e al tempo stesso ricco di tocchi anche leggeri, quasi da commedia, come la vivace rappresentazione della vita rurale. Merito anche del direttore della fotografia Burnett Guffey, con le strane angolazioni di certe inquadrature e le ombreggiature nere che esprimono il contrasto tra l'umore cupo del protagonista e l'arioso paesaggio di campagna. Ne viene fuori «un noir molto prezioso per l'insolita ambientazione bucolica, per come scava nei meandri della psiche umana e per la sua ottima strategia figurativa».
Questa produzione Columbia a basso budget «è un film tendenzioso e ossessivo sull'indissolubile legame psichico e simbolico tra poliziotto e criminale. L'adozione della mentalità dell'omicida per risolvere l'indagine, che è un tema ricorrente dei film gialli contemporanei, viene anticipata e radicalizzata fino alle estreme conseguenze»; e il topos classico dell'identikit assume qui «risvolti paradossali».